# Allenport (condado de Huntingdon)
Allenport es un lugar designado por el censo ubicado en el condado de Huntingdon en el estado estadounidense de Pensilvania. En el año 2010 tenía una población de 648 habitantes.

## Geografía
Allenport se encuentra ubicado en las coordenadas 40°22′6″N 77°52′11″O / 40.36833, -77.86972.